# Lufthansa-Cargo-Flug 8533
Der Lufthansa-Cargo-Flug 8533 war ein Frachtflug, der von der indischen Hinduja Cargo Services für die Lufthansa Cargo am 7. Juli 1999 durchgeführt werden sollte. Der Flug sollte von Kathmandu nach Delhi mit einer Boeing 727-243F durchgeführt werden, jedoch wurde die Maschine wenige Minuten nach dem Start vom Flughafen Kathmandu in eine Bergflanke geflogen, wobei alle fünf Besatzungsmitglieder starben.

## Maschine
Bei dem verunglückten Flugzeug handelte es sich um eine Boeing 727-243F, die zum Zeitpunkt des Unfalls 17 Jahre und 11 Monate alt war. Die Maschine wurde im Werk von Boeing auf dem Boeing Field im Bundesstaat Washington montiert und absolvierte am 3. August 1981 ihren Erstflug, ehe sie am 3. September 1981 neu an die Alitalia ausgeliefert wurde, bei der sie das Luftfahrzeugkennzeichen I-DIRS erhielt. Das Flugzeug trug die Werksnummer 22168, es handelte sich um die 1770. Boeing 727 aus laufender Produktion. Ab dem 4. Mai 1985 gehörte die Maschine der PeoplExpress, bei der sie das neue Kennzeichen N586PE erhielt. Nachdem die PeoplExpress in der Continental Airlines aufging, gehörte die Maschine ab dem 1. Februar 1987 zu der Flotte dieser Fluggesellschaft, diese ließ sie im August 1990 mit dem neuen Kennzeichen N14416 zu. Die Hinduja Cargo Services erwarb die Maschine im Januar 1997 und baute sie zum Frachtflugzeug um, ehe sie sie als VT-LCI neu zuließ. Das dreistrahlige Schmalrumpfflugzeug war mit drei Triebwerken des Typs Pratt & Whitney JT8D-15 ausgestattet. Bis zum Zeitpunkt des Unfalls hatte die Maschine eine Gesamtbetriebsleistung von 43.000 Betriebsstunden absolviert, auf die 25.000 Starts und Landungen entfielen.

## Insassen und Fracht
Es befand sich eine fünfköpfige Besatzung an Bord der Maschine. Die Boeing hatte 21 Tonnen Fracht geladen, dabei handelte es sich größtenteils um Wollteppiche.

## Wetter
Zum Unfallzeitpunkt herrschte am Flughafen Nieselregen mit Temperaturen von 22 °C.

## Unfallhergang
Die Maschine startete von der Startbahn 20 vom Flughafens Kathmandu zum Flug nach Delhi. Während des Anfangssteigflugs überflog die Maschine den 4-DME-Marker, bevor sie in eine flache Rechtskurve einflog. Kurz darauf ertönte eine Warnung des Ground Proximity Warning System (GPWS). Der Stick Shaker aktivierte sich 11 Sekunden nach der ersten GPWS-Warnung, als die Geschwindigkeit unter 171 Knoten fiel.
Fünf Minuten nach dem Start wurde die Maschine in die Champedevi-Hügelkette etwa 15 Kilometer südlich des Startflughafens geflogen und vollständig zerstört. Die Maschine stieg nach dem Abheben in einer zu flach ausgeführten Kurve nur unzureichend und kollidierte in einer Höhe von 7.550 Fuß mit dem Gelände. Alle fünf Besatzungsmitglieder kamen ums Leben.

## Ursache
Hauptursachen waren die Nichteinhaltung des vorgeschriebenen Abflugverfahrens, das mangelhafte Briefing durch den Kapitän, ungenügende Koordination innerhalb der Cockpit-Crew und die viel zu langsame Reaktion auf die wiederholten Warnungen des Ground Proximity Warning Systems.